# Muduvadi Hosahalli, Kolar
Muduvadi Hosahalli là một làng thuộc tehsil Kolar, huyện Kolar, bang Karnataka, Ấn Độ.